# Bézu-le-Guéry
Bézu-le-Guéry là một xã ở tỉnh Aisne, vùng Hauts-de-France thuộc miền bắc nước Pháp.